# Hans Schmidt (general)
Hans Schmidt (28 de abril de 1877 - 5 de junio de 1948) fue un general alemán durante la II Guerra Mundial. Fue condecorado con la Cruz de Caballero de la Cruz de Hierro con Hojas de Roble de la Alemania Nazi.
Estuvo al mando del 24.º Ejército alemán en el frente occidental cuando este se rindió en mayo de 1945.

## Condecoraciones
- Cruz de Hierro (1914)[1]
- Broche de la Cruz de Hierro (1939) 2.ª Clase (31 de diciembre de 1939) & 1.ª Clase (4 de julio de 1940)[2]
- Cruz Alemana en Oro el 6 de noviembre de 1942 como General der Infanterie zur Verwendung  (por disposición) y comandante general del IX. Armeekorps[3]
- Cruz de Caballero de la Cruz de Hierro con Hojas de Roble
  - Cruz de Caballero el 22 de septiembre de 1941 como Generalleutnant zur Verwendung (por disposición) y comandante de la 260. Infanterie-Division[4][5]
  - 334.º Hojas de Roble el 24 de noviembre de 1943 como General der Infanterie y comandante general del IX. Armeekorps[6][Note 1]